# ارين رايت
ارين رايت (بالإنجليزية: Warren Wright)‏ هو سياسي أمريكي، ولد في 26 مارس 1893 في مورايفيل في الولايات المتحدة، وتوفي في 29 مارس 1962 في بارك ريدج في الولايات المتحدة. حزبياً، نشط في الحزب الجمهوري.